# Vidar Riseth
Vidar Riseth (* 21. dubna 1972) je bývalý norský profesionální fotbalista, který hrál na pozici středního obránce nebo záložníka. Hrál za Neset, Rosenborg, Kongsvinger, Lillestrøm a Strømsgodset v Norsku a Luton Town, LASK Linz, Celtic a 1860 Mnichov v zahraničí. Za norský národní tým odehrál 52 zápasů, vstřelil čtyři góly a za svou zemi hrál na mistrovství světa 1998 a na Euru 2000. Kariéru profesionálního fotbalisty ukončil v červnu 2010. Později pracoval jako profesionální fotbalový komentátor.

## Klubová kariéra
Riseth v lednu 1991 přišel do Rosenborgu z místního klubu Neset. V roce 1992, kdy tento tým vyhrál místní ligu, zasáhl do jednoho zápasu, více zápasů za Rosenborg odehrál až v roce 1993. V roce 1994 přestoupil do Kongsvingeru. Hrál zde tři sezóny na postu středního útočníka. Na sklonku své kariéry v Kongsvingeru odešel na krátké hostování do Lutonu.
Dne 20. března 2000, když hrál za skotský klub Celtic, vstřelil úvodní gól ve finále Skotského ligového poháru 2000, které Celtic vyhrál 2:0. V listopadu odešel na hostování do německého klubu 1860 Mnichov do konce sezóny. Na konci jeho hostování se oba kluby dohodly na trvalém uzavření smlouvy.
Později se vrátil do Norska, aby hrál za Rosenborg a 24. října 2007 pomohl zajistit jejich první domácí vítězství v Lize mistrů UEFA po šesti letech, když vstřelil druhý gól při šokující výhře 2:0 nad španělským klubem Valencia.

## Kariérní statistiky

### Klubové
| Klub                     | Sezóna            | Liga                    | Liga   | Liga | Národní pohár | Národní pohár | Ligový pohár | Ligový pohár | Kontinentální | Kontinentální | Ostatní | Ostatní | Celkově | Celkově |
| Klub                     | Sezóna            | Divize                  | Zápasy | Góly | Zápasy        | Góly          | Zápasy       | Góly         | Zápasy        | Goals         | Zápasy  | Góly    | Zápasy  | Góly    |
| ------------------------ | ----------------- | ----------------------- | ------ | ---- | ------------- | ------------- | ------------ | ------------ | ------------- | ------------- | ------- | ------- | ------- | ------- |
| Rosenborg                | 1992              | Tippeligaen             | 1      | 0    | 0             | 0             | –            | –            | 0             | 0             | –       | –       | 1       | 0       |
| Rosenborg                | 1993              | Tippeligaen             | 10     | 2    | 2             | 3             | –            | –            | 2             | 0             | –       | –       | 14      | 5       |
| Rosenborg                | Celkově           | Celkově                 | 11     | 2    | 2             | 3             | 0            | 0            | 2             | 0             | 0       | 0       | 15      | 5       |
| Kongsvinger              | 1994              | Tippeligaen             | 18     | 3    | 2             | 0             | –            | –            | –             | –             | –       | –       | 20      | 3       |
| Kongsvinger              | 1995              | Tippeligaen             | 24     | 12   | 4             | 3             | –            | –            | –             | –             | –       | –       | 28      | 15      |
| Kongsvinger              | 1996              | Tippeligaen             | 14     | 5    | 4             | 3             | –            | –            | –             | –             | –       | –       | 18      | 8       |
| Kongsvinger              | Celkově           | Celkově                 | 56     | 20   | 10            | 6             | 0            | 0            | 0             | 0             | 0       | 0       | 66      | 26      |
| Luton Town (hostování)   | 1995/96           | Division One            | 11     | 0    | 0             | 0             | 0            | 0            | –             | –             | 1       | 0       | 12      | 0       |
| LASK                     | 1996/97           | Rakouská Bundesliga     | 33     | 7    | 4             | 1             | –            | –            | 1             | 0             | –       | –       | 38      | 8       |
| LASK                     | 1997/98           | Rakouská Bundesliga     | 29     | 4    | 4             | 1             | –            | –            | –             | –             | –       | –       | 33      | 5       |
| LASK                     | 1998/99           | Rakouská Bundesliga     | 7      | 0    | 2             | 0             | –            | –            | –             | –             | –       | –       | 9       | 0       |
| LASK                     | Celkově           | Celkově                 | 69     | 11   | 10            | 2             | —            | —            | 1             | 0             | 0       | 0       | 80      | 13      |
| Celtic                   | 1998/99           | Scottish Premier League | 27     | 3    | 3             | 0             | 0            | 0            | 0             | 0             | –       | –       | 30      | 3       |
| Celtic                   | 1999/2000         | Scottish Premier League | 28     | 0    | 1             | 0             | 4            | 1            | 5             | 0             | –       | –       | 38      | 1       |
| Celtic                   | 2000/01           | Scottish Premier League | 1      | 0    | 0             | 0             | 1            | 0            | 3             | 1             | –       | –       | 5       | 1       |
| Celtic                   | Celkově           | Celkově                 | 56     | 3    | 4             | 0             | 5            | 1            | 8             | 1             | 0       | 0       | 73      | 5       |
| TSV 1860 München         | 2000/01           | Bundesliga              | 21     | 1    | 1             | 0             | 0            | 0            | 0             | 0             | –       | –       | 22      | 1       |
| TSV 1860 München         | 2001/02           | Bundesliga              | 19     | 2    | 1             | 0             | –            | –            | 6             | 1             | –       | –       | 26      | 3       |
| TSV 1860 München         | 2002/03           | Bundesliga              | 3      | 0    | 1             | 0             | –            | –            | 1             | 0             | –       | –       | 5       | 0       |
| TSV 1860 München         | Celkově           | Celkově                 | 43     | 3    | 3             | 0             | 0            | 0            | 7             | 1             | 0       | 0       | 3       | 4       |
| Rosenborg                | 2003              | Tippeligaen             | 20     | 3    | 5             | 0             | –            | –            | 10            | 0             | –       | –       | 35      | 3       |
| Rosenborg                | 2004              | Tippeligaen             | 25     | 4    | 4             | 0             | –            | –            | 7             | 0             | 5       | 0       | 41      | 4       |
| Rosenborg                | 2005              | Tippeligaen             | 21     | 3    | 1             | 0             | –            | –            | 10            | 1             | –       | –       | 32      | 4       |
| Rosenborg                | 2006              | Tippeligaen             | 24     | 1    | 5             | 0             | –            | –            | –             | –             | 5       | 1       | 34      | 2       |
| Rosenborg                | 2007              | Tippeligaen             | 14     | 1    | 1             | 0             | –            | –            | 10            | 1             | –       | –       | 25      | 2       |
| Rosenborg                | Celkově           | Celkově                 | 104    | 12   | 16            | 0             | 0            | 0            | 37            | 2             | 10      | 1       | 167     | 15      |
| Lillestrøm               | 2008              | Tippeligaen             | 22     | 2    | 1             | 0             | –            | –            | 1             | 0             | –       | –       | 24      | 2       |
| Lillestrøm               | 2009              | Tippeligaen             | 10     | 0    | 3             | 0             | –            | –            | –             | –             | –       | –       | 13      | 0       |
| Lillestrøm               | Celkově           | Celkově                 | 32     | 2    | 4             | 0             | 0            | 0            | 1             | 0             | 0       | 0       | 37      | 2       |
| Strømsgodset (hostování) | 2009              | Tippeligaen             | 7      | 0    | 0             | 0             | –            | –            | –             | –             | –       | –       | 7       | 0       |
| Kongsvinger              | 2010              | Tippeligaen             | 14     | 0    | 0             | 0             | –            | –            | –             | –             | –       | –       | 14      | 0       |
| Celkově v kariéře        | Celkově v kariéře | Celkově v kariéře       | 403    | 53   | 49            | 11            | 15           | 2            | 57            | 4             | 524     | 70      |         |         |

### Reprezentační
| Národní tým | Rok     | Zápasy | Góly |
| ----------- | ------- | ------ | ---- |
| Norsko      | 1997    | 1      | 0    |
| Norsko      | 1998    | 11     | 2    |
| Norsko      | 1999    | 8      | 0    |
| Norsko      | 2000    | 9      | 0    |
| Norsko      | 2001    | 5      | 0    |
| Norsko      | 2002    | 3      | 0    |
| Norsko      | 2003    | 1      | 0    |
| Norsko      | 2004    | 8      | 2    |
| Norsko      | 2005    | 2      | 0    |
| Norsko      | 2006    | 1      | 0    |
| Norsko      | 2007    | 3      | 0    |
| Celkově     | Celkově | 52     | 4    |

Skóre a výsledky Norska jsou vždy zapsány jako první. Góly Vidara Risetha jsou zvýrazněny.
| Gól | Datum           | Místo                                   | Soupeř    | Skóre | Výsledek | Soutěž                                           |
| --- | --------------- | --------------------------------------- | --------- | ----- | -------- | ------------------------------------------------ |
| 1.  | 25. března 1998 | Stadion krále Baudouina, Brusel, Belgie | Belgie    | 1:1   | 2:2      | Přátelský zápas                                  |
| 2.  | 20. května 1998 | Bislett Stadium, Oslo, Norsko           | Mexiko    | 5:2   | 5:2      | Přátelský zápas                                  |
| 3.  | 18. srpna 2004  | Ullevaal Stadion, Oslo, Norsko          | Belgie    | 2:2   | 2:2      | Přátelský zápas                                  |
| 4.  | 8. září 2004    | Ullevaal Stadion, Oslo, Norsko          | Bělorusko | 1:0   | 1:1      | Kvalifikace na Mistrovství světa ve fotbale 2006 |

## Úspěchy
Rosenborg
- Tippeligaen: 1993, 2003, 2004, 2006
- Norský pohár: 2003

Celtic
- Skotský ligový pohár: 1999/2000